# Дас (остров)
Остров Дас (араб. داس‎) — остров в Персидском заливе, принадлежащий эмирату Абу-Даби (Объединённые Арабские Эмираты). Расположен примерно в 160 км от берега, на северо-западе. Его размеры — примерно 1,2 км х 2,4 км. С острова осуществляется экспорт нефти и сжиженного природного газа танкерами по всему миру от Японии до Европы. Добыча нефти началась после проведения изыскательских работ в течение 1956—1960 гг. крупными нефтяными компаниями Абу-Даби.
Остров Дас ранее был известным местом размножения черепах и морских птиц. Несмотря на добычу нефти и газа, черепахи по-прежнему обитают в этом районе, а Дас остается важным пунктом отдыха на путях миграции птиц. На острове сохранились некоторые следы обитания древних жителей, а также черепки исламской керамики. Рыбаки и ныряльщики за жемчугом также использовали остров как укрытие во время шторма.
Две компании, осуществляющие экспорт углеводородов с острова Дас: «ADMA-OPCO» (нефть) и «ADGAS» (СПГ). Персонал, работающий на острове Дас, составляет от 2,5 тысяч человек во время обычной работы до 4 тысяч человек во время ремонтных работ и останова оборудования.